# Centre de Traducció dels Òrgans de la Unió Europea
El Centre de Traducció dels Òrgans de la Unió Europea és un organisme de la Unió Europea (UE) que vetlla per les necessitats de traducció de la resta d'agències de la Unió Europea.

## Història
Creat l'any 1994 pel Consell de la Unió Europea i ratificat pel Parlament Europeu, el Centre de Traducció té la seu a la ciutat de Luxemburg.
La seva actual directora executiva és Gaile Dagiliene.

## Funcions
El Centre, que s'autofinança, va ser creat per a cobrir les necessitats de traducció de les altres agències de la Unió Europea. En virtut dels acords de cooperació voluntaris també proporciona serveis a la resta d'institucions de la UE òrgans que ja tenen els seus propis serveis de traducció.